# Ловчен (футбольний клуб)
Футбольний клуб «Ло́вчен» Цетинє (чорн. Fudbalski klub Lovćen Cetinje/ Фудбалски Клуб Ловћен Цетиње) — чорногорський футбольний клуб із Цетинє, заснований 1913 року. Виступає у Першій лізі Чорногорії. Назва клубу походить від назви гори Ловчен, що розташовується поблизу Цетинє. 

## Історія

### Перші чемпіонати
ФК «Ловчен» брав участь у найперших чемпіонатах Чорногорії, які розігрувалися з 1910-тих років. У ті часи «Ловчен» виграв п'ять чемпіонатів Чорногорії (1926, 1927, 1928, 1929, 1935) та сім кубків міста Цетинє.
За підтримку забороненої Робітничої Партії 1937 року клуб був закритий, як і ФК «Будучност». Клуб поновив існування у 1944 році, а вже наступного року зіграв перший матч після реструктуризації.

### СФРЮ
1946 року «Ловчен» грав кваліфікаційні ігри за право виступу у Першій лізі Югославії. Клуб виграв у «Македонії» зі Скоп'є, але програв «Борацу» та «Металацу» і в підсумку не отримав місце у найвищому дивізіоні. 
До розпаду СФРЮ клуб грав у Другій та Третій лігах, жодного разу не зігравши на найвищому рівні.

### Югославія і Сербія та Чорногорія
Результати «Ловчена» у новій союзній лізі також були не найкращі, клуб продовжив балансувати між Другою та Третьою лігами.

### Чорногорія
У 2006 році першій чемпіонат незалежної Чорногорії «Ловчен» розпочав у Другій лізі. За підсумками сезону 2006/07 клуб здобув право виступу у Першій лізі, яку з того часу не залишав.
| Сезон   | Ліга       | Місце |
| ------- | ---------- | ----- |
| 2006-07 | Друга ліга | 1     |
| 2007-08 | Перша ліга | 6     |
| 2008-09 | Перша ліга | 8     |
| 2009-10 | Перша ліга | 6     |
| 2010-11 | Перша ліга | 8     |
| 2011-12 | Перша ліга | 6     |
| 2012-13 | Перша ліга | 9     |
| 2013-14 | Перша ліга | 2     |
| 2014-15 | Перша ліга | 6     |
| 2015-16 | Перша ліга | 9     |

## Виступи у Єврокубках
| Ліга Європи | Ліга Європи   | Ліга Європи   | Ліга Європи | Ліга Європи   | Ліга Європи | Ліга Європи |
| Сезон       | Етап          | Перша команда | Заг.        | Друга команда | 1-й матч    | 2-й матч    |
| ----------- | ------------- | ------------- | ----------- | ------------- | ----------- | ----------- |
| 2014/15     | 1-й кв. раунд | «Желєзнічар»  | 1:0         | «Ловчен»      | 0:0         | 1:0         |

## Досягнення
Чемпіонат Чорногорії
- Срібний призер (1): 2013/14

Кубок Чорногорії:
- Володар (1): 2013-14
- Фіналіст (2): 2008-09, 2018-19

Чорногорський чемпіонат
- Чемпіон (5): 1926, 1927, 1928, 1929, 1935
- Срібний призер (3): 1933, 1934, 1946